# Noctua interposita
Noctua interposita, auch Verwechselbare Bandeule genannt, ist eine Schmetterlings-Art aus der Familie der Eulenfalter (Noctuidae). Die Art wurde erst 1963 von Boursin als eigene Art (wieder) anerkannt, nachdem sie lange Zeit lediglich als Synonym von N. orbona betrachtet wurde.

## Merkmale
Die Flügelspannweite der Falter beträgt 39 bis 45 Millimeter. Die Farbe der Vorderflügel variiert von hellbraun über dunkelbraun bis zu rotbraun. Querlinien und Makeln (Ring- und Nierenmakel) sind meist deutlich gezeichnet. Die Makeln sind meist etwas dunkler und oft weiß umrandet. Die Querlinien können heller oder dunkler als die Grundfarbe sein. Oft sind dunklere Querlinien hell gerandet. Die Hinterflügel sind gelb mit einem schwarzen randlichen Band. Der schwarze, halbmondförmige Diskalfleck ist deutlich gezeichnet. Die frühen Stadien sind nur ungenügend bekannt.
Das Ei ist halbkugelig mit abgeflachter Basis. Es misst 0,5 bis 0,5 mm in der Höhe und 0,6 bis 0,7 mm im Durchmesser. Die Oberfläche besitzt auf den oberen zwei Drittel ca. 30 breite und deutliche Längsrippen, die sich mit schwächeren Querrippen kreuzen. Die meisten Querrippen reichen aber nicht bis zur Mikropylregion.
Die Raupe soll „lebhafter“ gefärbt sein als die Raupe von Noctua orbona.

### Ähnliche Arten

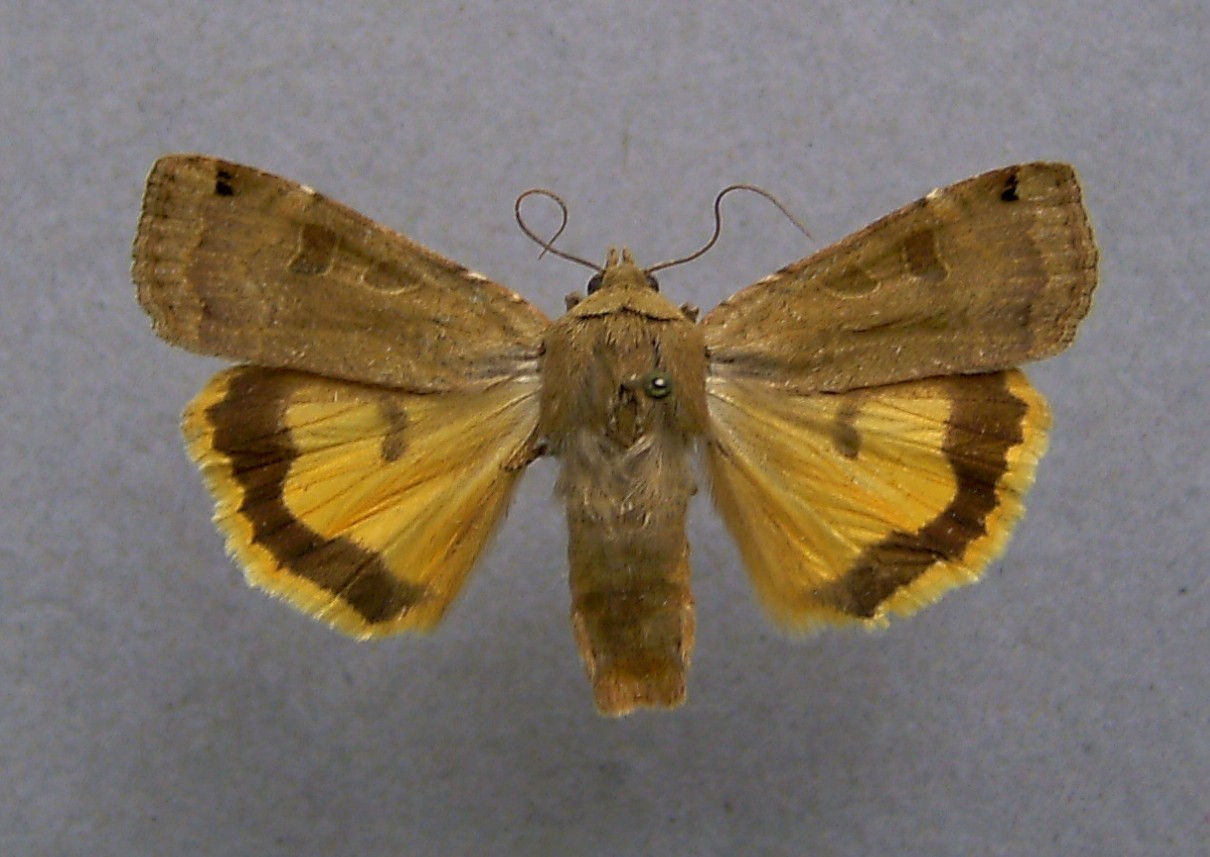
Noctua orbona

Noctua interposita unterscheidet sich durch folgende Merkmale von Noctua orbona: Die mittlere Querlinie ist an ihrem Beginn am Costalrand weiß angelegt, der Costalfleck am Ende der Wellenlinie ist dunkelbraun, nicht tiefschwarz und zur Flügelbasis hin nicht scharf begrenzt. Auf den gelben Hinterflügeln sind die dunkle Randbinde und der halbmondförmige Mittelfleck geringfügig breiter. Bei Noctua comes fehlt dieser Fleck oder ist nur diffus hell- bis dunkelbraun. Gewöhnlich sind Querlinien und Makel bei Noctua interposita deutlicher entwickelt als bei Noctua orbona und auch Noctua comes. Eindeutig lassen sich die Arten mittels einer Genitaluntersuchung unterscheiden.

## Geographische Verbreitung und Lebensraum
Dadurch, dass die Art erst relativ spät (wieder) als selbständige Art anerkannt wurde, ist das Verbreitungsgebiet nur ungenügend bekannt. Nach Fibiger soll die Art eine mediterran-asiatische Verbreitung haben. Sie ist in Süd-, Mitteleuropa und Südosteuropa sicher nachgewiesen, allerdings meist nur fleckenhaft. Sie scheint aber auf den Britischen Inseln zu fehlen. Im Osten und Südosten umfasst das Verbreitungsgebiet die Türkei, den Kaukasus, Armenien, Südrussland und den europäischen Teil von Kasachstan sowie Westsibirien. Die Art ist als Wanderfalter bekannt; sie wird daher auch immer wieder aus Schweden gemeldet sowie aus Finnland.
Der bevorzugte Lebensraum sind Steppen, trockene Waldränder sowie warme Hänge und Flusstäler.

## Lebensweise
Noctua interposita bildet eine Generation pro Jahr, deren Falter von in wärmeren Regionen von Mai bis September fliegen, selten auch bis in den Oktober hinein. Je nach Region halten die Falter eine unterschiedliche lange Sommerruhe. Die Falter sind nachtaktiv und kommen an künstliche Lichtquellen. Sie besuchen Blüten und können auch geködert werden. Die Raupen können ab August gefunden werden. Sie überwintern und verpuppen sich überwiegend im April des folgenden Jahres. Sie ernähren sich von den Blättern diverser krautiger Pflanzen und Gräser.

## Gefährdung
Da Noctua interposita noch nicht lange als eigenständige Art bekannt ist und auch leicht mit anderen Arten verwechselt werden kann, ist die Verbreitung in Deutschland noch ungenügend dokumentiert. Auf der Roten Liste gefährdeter Arten wird sie in der Kategorie G (Gefährdung anzunehmen, aber Status unbekannt) eingestuft.